# Colin Baker
Colin Baker (Londen, 8 juni 1943) is een Britse acteur. Hij werd bekend met zijn rol als Paul Merroney in de serie The Brothers. Later vertolkte hij als zesde acteur de rol van de Doctor in de beroemde serie Doctor Who.
- International Standard Name Identifier: 0000 0000 6402 1709
- Library of Congress Control Number: no96062155
- MusicBrainz: 944fb10e-9f71-4169-aa37-72184c69b751
- Virtual International Authority File: 51287412
- WorldCat: E39PBJbxJwWXTgxqgFgfHQCfbd